# Carpesium
 Carpesium L., 1753 è un genere di piante angiosperme dicotiledoni della famiglia delle Asteraceae, sottofamiglia Asteroideae, tribù Inuleae e sottotribù Inulinae.

## Etimologia
Il nome del genere deriva dal nome della specie Venegasia carpesioides per la somiglianza tra i capolini dei fiori della Venegasia e i boccioli del Carpesium.
Il nome scientifico del genere è stato definito dal botanico Carl Linnaeus (1707-1778) nella pubblicazione " Species Plantarum" ( Sp. Pl. 2: 859) del 1753.

## Descrizione

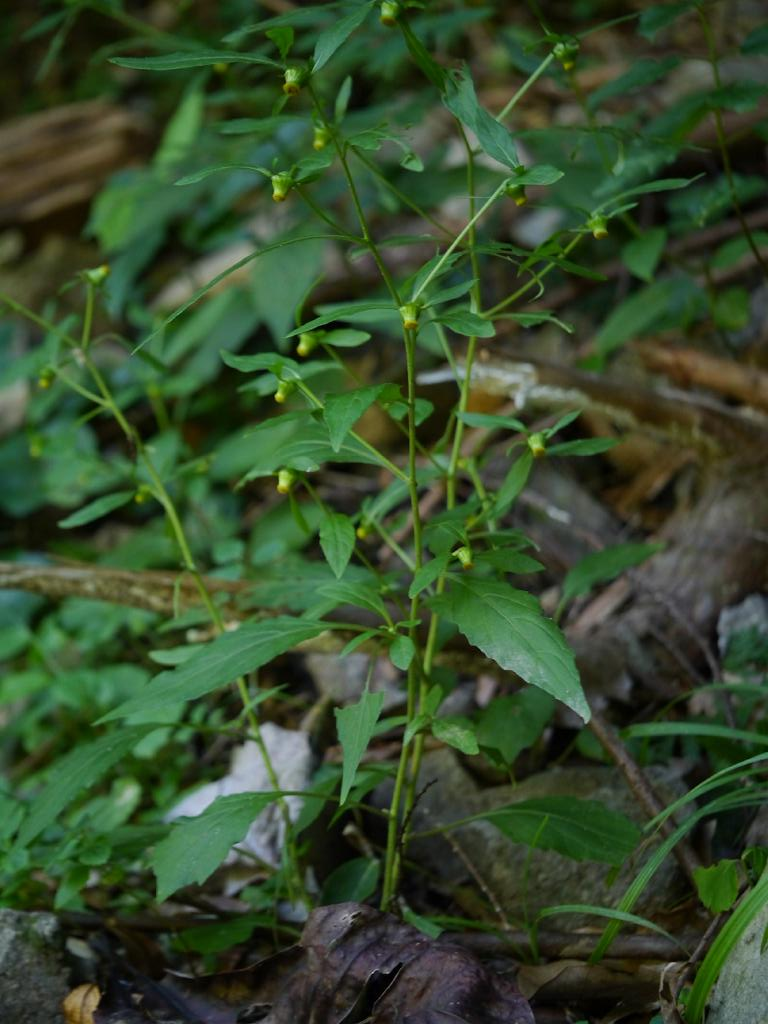
Il portamento
Carpesium divaricatum

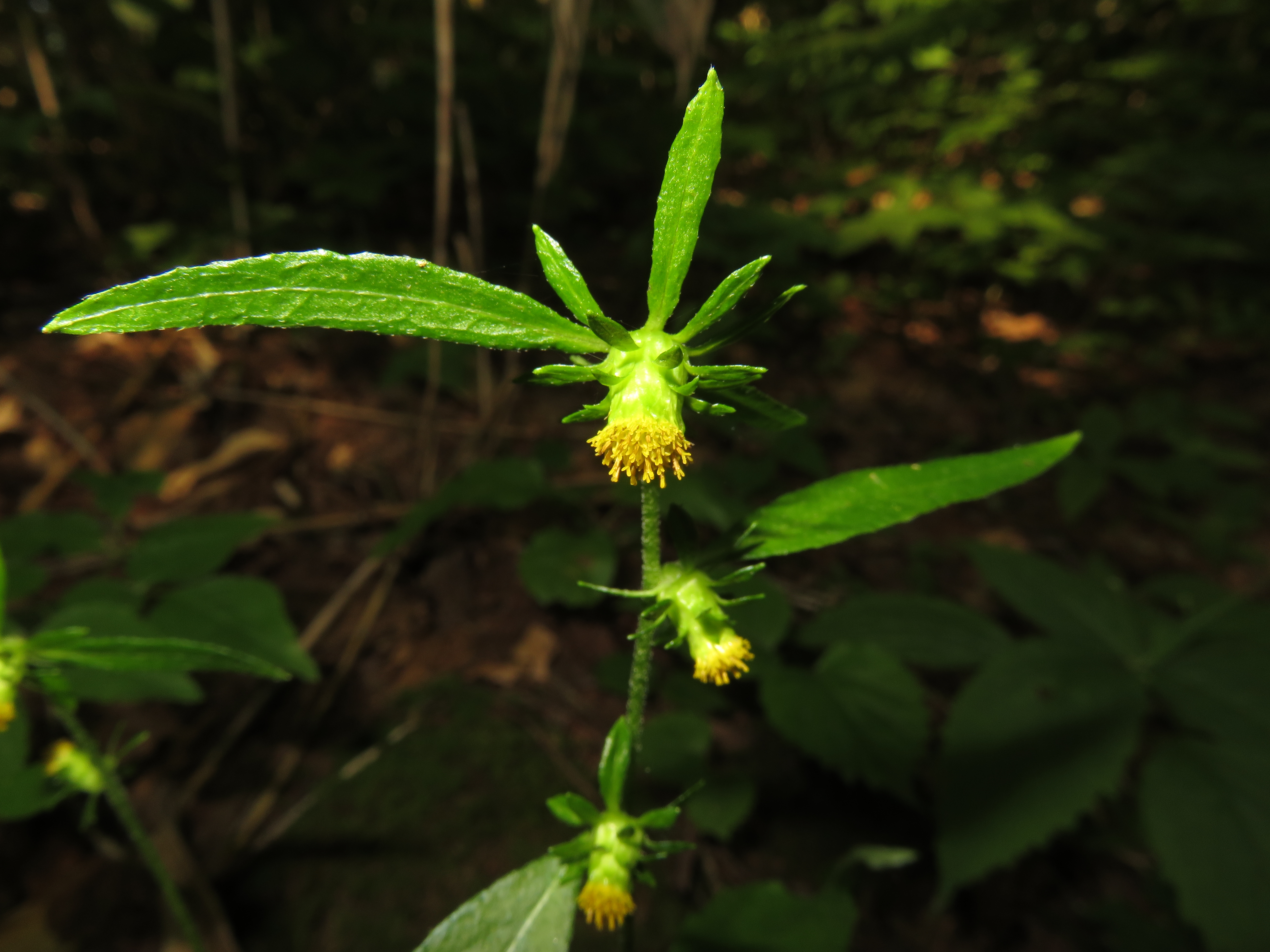
Le foglie
Carpesium triste

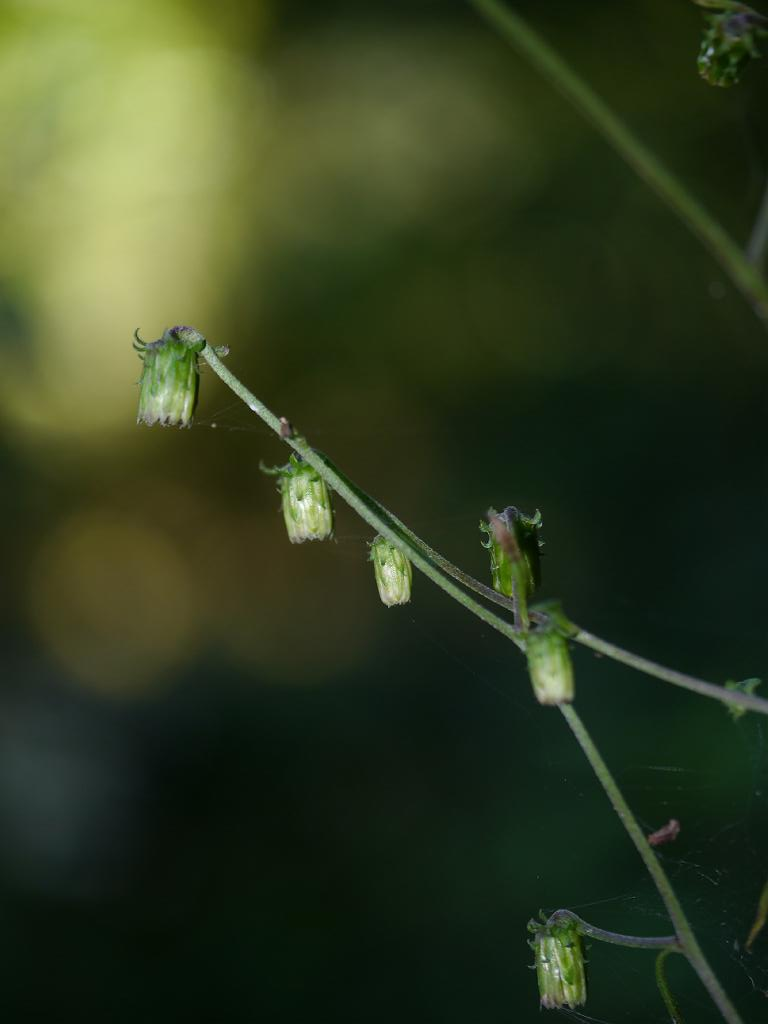
Infiorescenza
Carpesium rosulatum

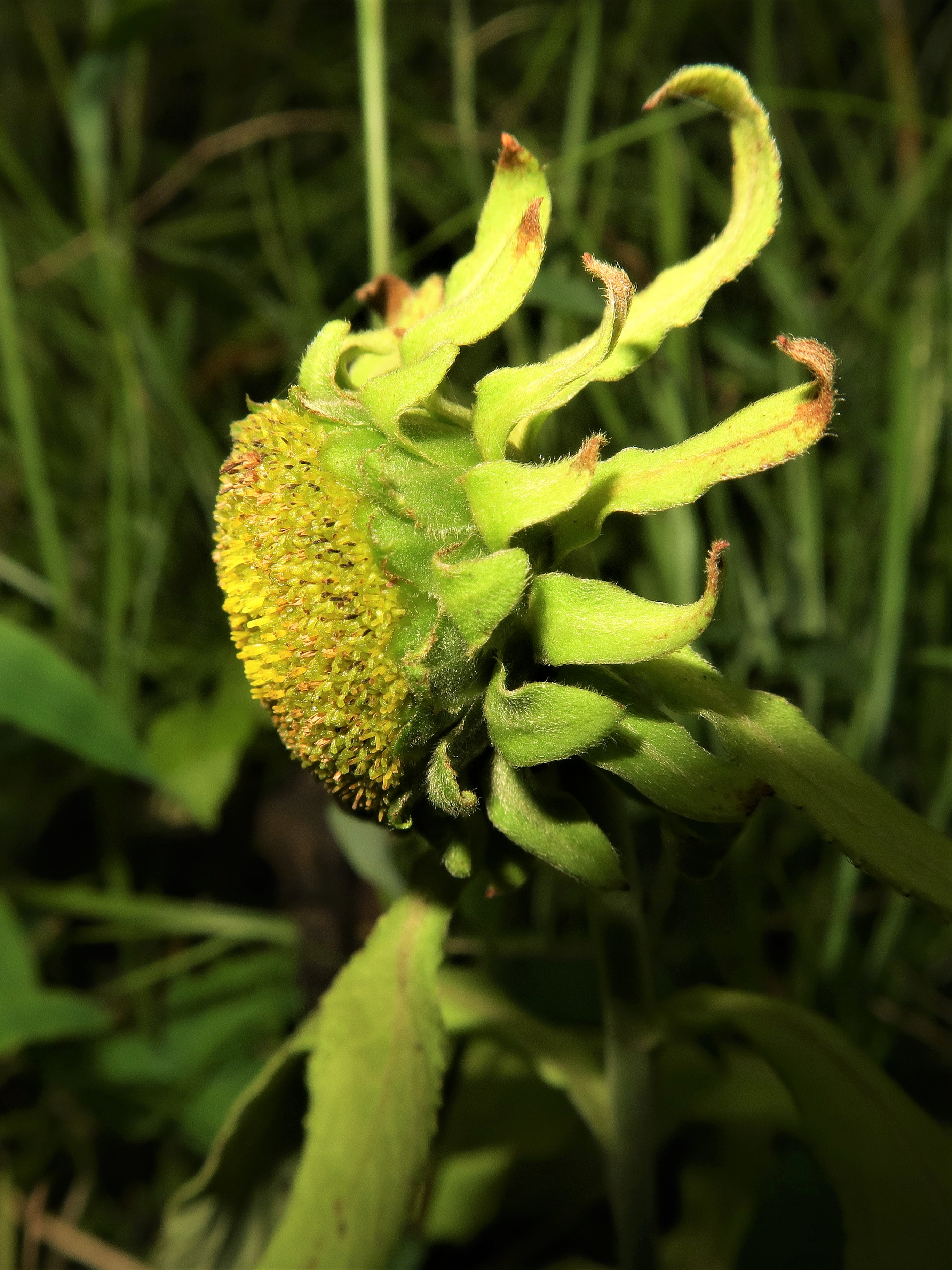
I fiori
Carpesium macrocephalum

Portamento. Le specie di questo genere sono delle erbe perenni o raramente bienni (o annuali).
Fusto. La parte sotterranea del fusto consiste prevalentemente in rizomi. Generalmente il floema è privo di strati fibrosi; inoltre sono assenti i tessuti latticiferi.
Foglie. Le foglie lungo il caule sono disposte in modo alternato (sessili o picciolate) e formano delle rosette. La lamina può essere semplice,  con bordi seghettati o dentati. Le superfici sono pubescenti. 
Infiorescenza. Le infiorescenze sono formate da capolini sia solitari che in formazioni di racemi spiciformi. I capolini, spesso annuenti, sono di tipo disciforme e sono eterogami. I capolini sono formati da un involucro composto da brattee disposte in modo embricato al cui interno un ricettacolo fa da base ai fiori ligulati periferici o fiori del raggio (qui mancanti) e ai fiori tubulosi quelli centrali o del disco. L'involucro è subglobosi o depresso-globoso. Le brattee sono disposte generalmente su 3-4 righe; hanno consistenza erbacea o cartilaginea, ma senza margini ialini; gli stereomi non sono divisi. Il ricettacolo, piatto, è liscio e senza pagliette (a protezione della base dei fiori).
Fiori.  I fiori sono tetra-ciclici (formati cioè da 4 verticilli: calice – corolla – androceo – gineceo) e pentameri (calice e corolla formati da 5 elementi). Si distinguono in:
- fiori del raggio (esterni): sono assenti;
- fiori del disco (centrali): sono numerosi con forme brevemente tubulose (attinomorfe); sono ermafroditi e fertili; quelli più esterni sono femminili con forme da tubulose a minutamente radiate.

- Formula fiorale:

*/x K {\displaystyle \infty }, [C (5), A (5)], G 2 (infero), achenio
- Calice: i sepali del calice sono ridotti ad una coroncina di squame.

- Corolla: (solo fiori del disco) la forma è tubulare bruscamente divaricata in 4-5 brevi lobi; il colore può è giallo.

- Androceo: l'androceo è formato da 5 stami sorretti da filamenti generalmente liberi; gli stami sono connati e formano un manicotto circondante lo stilo; le teche (produttrici del polline) sono troncate e non sono speronate. La base delle antere può essere lunga o corta con code ramificate. Il tessuto dell'endotecio è a forma radiata o polarizzata. Le cellule del collare dei filamenti sono piatte o di tipo mammelloso.

- Gineceo: il gineceo ha un ovario uniloculare infero formato da due carpelli.[5] Lo stilo è unico e con due stigmi nella parte apicale. Gli stigmi spesso sono provvisti di peli acuti che terminano sopra la biforcazione (ma non la raggiungono). Le superfici stigmatiche confluiscono all'apice, mentre alla base sono separate in due distinte linee (lignee stigmatiche marginali[7]). Il polline è spinuloso.

Frutti. I frutti sono degli acheni senza pappo (o formato da una coroncina membranosa). Gli acheni in genere sono provvisti di 5 fasci vascolari; la forma è ellissoide, spiralata o a sezione triangolare, spesso con coste sclerenchimatiche. Talvolta sono presenti dei condotti o delle cavità resinose. La superficie è glabra o ricoperta da peli ghiandolari. L'epidermide dell'achenio è provvista di grandi cristalli di ossalato di calcio, oppure di cristalli simili alla sabbia, oppure ne è priva.

## Biologia
Impollinazione: l'impollinazione avviene tramite insetti (impollinazione entomogama tramite farfalle diurne e notturne).

Riproduzione: la fecondazione avviene fondamentalmente tramite l'impollinazione dei fiori (vedi sopra).

Dispersione: i semi (gli acheni) cadendo a terra sono successivamente dispersi soprattutto da insetti tipo formiche (disseminazione mirmecoria). In questo tipo di piante avviene anche un altro tipo di dispersione: zoocoria. Infatti gli uncini delle brattee dell'involucro (se presenti) si agganciano ai peli degli animali di passaggio disperdendo così anche su lunghe distanze i semi della pianta. Inoltre per merito del pappo (se presente) il vento può trasportare i semi anche a distanza di alcuni chilometri (disseminazione anemocora).

## Distribuzione e habitat
Le specie di questo genere sono distribuite nella fascia temperata che va dal Portogallo al Giappone.
Specie della zona alpina
Entrambe le specie spontanee della flora italiana vivono sull'arco alpino. La tabella seguente mette in evidenza alcuni dati relativi all'habitat, al substrato e alla distribuzione delle specie alpine.
| Specie | Comunità vegetali | Piani vegetazionali | Substrato | pH     | Livello trofico | H2O     | Ambiente    | Zona alpina         |
| --- | ----------------- | ------------------- | --------- | ------ | --------------- | ------- | ----------- | ------------------- |
| Carpesium abrotanoides | 11                | collinare           | Ca - Si   | neutro | alto            | umido   | A4 B2 F7 G4 | UD                  |
| Carpesium cernuum | 5                 | collinare           | Ca        | basico | alto            | normale | B3 B6       | tutto l'arco alpino |
| Legenda e note alla tabella. Substrato: con “Ca/Si” si intendono rocce di carattere intermedio (calcari silicei e simili). Zona alpina: vengono prese in considerazione solo le zone alpine del territorio italiano (sono indicate le sigle delle province). Comunità vegetali: 11 = comunità delle macro- e megaforbie terrestri; 5 = comunità perenni nitrofile Ambienti: A4 = ambienti umidi, temporaneamente inondati o a umidità variabile; B2 = ambienti ruderali, scarpate; B3 = siepi e margini dei boschi; B6 = tagli rasi forestali, schiarite, strade forestali; F7 = margini erbacei dei boschi; G4 = arbusteti e margini dei boschi. |                   |                     |           |        |                 |         |             |                     |

## Sistematica
La famiglia di appartenenza di questa voce (Asteraceae o Compositae, nomen conservandum) probabilmente originaria del Sud America, è la più numerosa del mondo vegetale, comprende oltre 23.000 specie distribuite su 1.535 generi, oppure 22.750 specie e 1.530 generi secondo altre fonti (una delle checklist più aggiornata elenca fino a 1.679 generi). La famiglia attualmente (2021) è divisa in 16 sottofamiglie; la sottofamiglia Asteroideae è una di queste e rappresenta l'evoluzione più recente di tutta la famiglia.

### Filogenesi
La tribù Inuleae (comprendente le Inulinae) è una delle 21 tribù della sottofamiglia Asteroideae). Da un punto di vista filogenetico, la tribù Inuleae, all'interno della sottofamiglia, fa parte del gruppo "Helianthodae". La sottotribù Inulinae è caratterizzata dalla particolare pubescenza dello stilo e dagli acheni con cristalli di ossalato di calcio.
Nell'ambito della sottotribù il genere Carpesium fa parte del "Complesso di Inula" comprendente i generi Carpesium,  Inula, Pentanema, Rhanteriopsis e Telekia.
I caratteri distintivi del genere sono:
- i fiori femminili sono tubulosi;
- gli acheni sono contratti in un becco.

Il numero cromosomico delle specie di questo genere è: 2n = 20, 36 e 40.

### Elenco delle specie
Questo genere ha 21 specie:
- Carpesium abrotanoides L.
- Carpesium cernuum L.
- Carpesium cordatum F.H.Chen & C.M.Hu
- Carpesium divaricatum Siebold & Zucc.
- Carpesium faberi C.Winkl.
- Carpesium glossophyllum Maxim.
- Carpesium humile C.Winkl.
- Carpesium linearibracteatum (F.H.Chen & C.M.Hu) Y.B.Li, T.Deng & H.Sun
- Carpesium lipskyi C.Winkl.
- Carpesium longifolium F.H.Chen & C.M.Hu
- Carpesium macrocephalum Franch. & Sav.
- Carpesium minus Hemsl.
- Carpesium nepalense Less.
- Carpesium parvicapitulum S.S.Ying
- Carpesium rivulare Aver.
- Carpesium rosulatum Miq.
- Carpesium szechuanense F.H.Chen & C.M.Hu
- Carpesium taiwanense S.S.Ying
- Carpesium trachelifolium Less.
- Carpesium triste Maxim.
- Carpesium velutinum C.Winkl.

### Sinonimi
Sono elencati alcuni sinonimi per questa entità:
- Ponaea Bubani

### Specie spontanee italiane
Elenco delle specie presenti in Italia:
- Carpesium abrotanoides L.
- Carpesium cernuum L.

- 1A: i capolini sono subsessili con brattee esterne coriacee;

Carpesium abrotanoides  L. - Capo-chino enulino: l'altezza massima della pianta è di 2-8 dm; il ciclo biologico è annuo; la forma biologica è emicriptofita scaposa (H scap); il tipo corologico è Eurasiatico; l'habitat tipico sono gli incolti umidi e i fossi; in Italia è una specie rara e si trova solamente in Friuli fino ad una quota di 300 m s.l.m. (forse è scomparsa).
- 1B: i capolini sono peduncolati con brattee esterne fogliacee;

Carpesium cernuum  L. - Capo-chino comune: l'altezza massima della pianta è di 2-8 dm; il ciclo biologico è annuo; la forma biologica è terofita scaposa (T scap)/emicriptofita bienne (H bienn); il tipo corologico è Sud Europeo - Pontico; l'habitat tipico sono le zone fangose e le rive dei fossi; in Italia è una specie rara e si trova fino ad una quota di 800 m s.l.m.